# Ivanić-Grad
Ivanić-Grad  (udtale: [ǐʋanitɕ ɡrâːd]) er en by i storbyområdet og distriktet Zagreb , beliggende i det nordlige Kroatien. Ivanić-Grad har en befolkning på 12.982 indbyggere (2021), hvoraf 8.452 bor i selve byen.
Byen ligger 25 km sydøst for Zagreb.

## Historie
Ivanić-Grad var en grænsepost mellem Habsburg-monarkiet og Det Osmanniske Rige. I habsburgske latinske kilder var det kendt som Iwanych.
Indtil 1918 var Ivanić-Grad en del af det østrigske monarki (Kongeriget Kroatien-Slavonien efter kompromiset fra 1867), i den Kroatiske Militærgrænse.